# Парк „Зукоти“
Паркът „Зукоти“ (на английски: Zuccotti Park), наричан до 2006 г. Парк „Либърти Плаза“ (на английски: Liberty Plaza Park) е парк с площ 3100 m², разположен в Южен Манхатън, един от централните квартали на Ню Йорк. Заема пространството между Бродуей, Тринити Плейс, Либърти Стрийт и Сийдър Стрийт.
Паркът е частна собственост, но е обществено достъпен. Създаден е през 1968 година от Ю Ес Стийл след споразумение с общината за увеличаване на височината на построения в съседство небостъргач Ю Ес Стийл Билдинг. Днес паркът и сграда са собственост на компанията Брукфийлд Офис Пропъртис.
Паркът е разположен в непосредствена близост до Световния търговски център и е силно засегнат от атентатите от 11 септември 2001 г. и от усилията по разчистване на района след тях. По-късно той е използван за провеждането на няколко мероприятия, отбелязващи годишнини от атентатите. През 2006 година той е обновен и получава името на ръководителя на Брукфийлд Офис Пропъртис Джон Зукоти.
През есента на 2011 година в Прака „Зукоти“ е разположен лагер на участници в демонстрациите Окупирай Уол Стрийт, които го използват като база за протестите си във Финансовия квартал на Манхатън.
|  | Тази страница частично или изцяло представлява превод на страницата Zuccotti Park в Уикипедия на английски. Оригиналният текст, както и този превод, са защитени от Лиценза „Криейтив Комънс – Признание – Споделяне на споделеното“, а за съдържание, създадено преди юни 2009 година – от Лиценза за свободна документация на ГНУ. Прегледайте историята на редакциите на оригиналната страница, както и на преводната страница, за да видите списъка на съавторите. ВАЖНО: Този шаблон се отнася единствено до авторските права върху съдържанието на статията. Добавянето му не отменя изискването да се посочват конкретни източници на твърденията, които да бъдат благонадеждни. |